# Trung tâm lịch sử Sankt-Peterburg và nhóm các di tích liên quan
Trung tâm lịch sử của Saint-Peterburg và nhóm các di tích liên quan là tên gọi chung được sử dụng cho các tòa nhà, công trình nằm tại thành phố Saint-Peterburg và vùng lân cận mang giá trị lịch sử, kiến trúc của nước Nga đã được UNESCO công nhận là Di sản thế giới vào năm 1990.
Các công trình này là sự kết hợp của kiến trúc Baroque, Tân cổ điển và ảnh hưởng của kiến trúc truyền thống Nga-Byzantine.

## Danh sách
Trung tâm lịch sử của Saint-Peterburg và nhóm các di tích liên quan bao gồm các di tích sau đây:
- Trung tâm lịch sử của thành phố Saint-Peterburg
- Một phần lịch sử của thị trấn Kronstadt
- Pháo đài của Kronstadt
  - Pháo phòng thủ trên Đảo Kotlin: Bao gồm các pháo Den, Shanz, Catherine, Rift, Constantin và tháp Tolbukhin Signal trên đảo Tolbukhin
  - Các pháo phòng thủ trong Vịnh Phần Lan: Bao gồm các pháo phòng thủ Obrutchev, Totleben, Kronshlot, Paul, Alexander, Peter, các pháo phòng thủ phía Bắc từ số 1-7, và phía Nam từ 1-3
  - Các pháo phòng thủ bên bờ biển của Vịnh Phần Lan: Pháo phòng thủ Lissy Noss, Inno, Grey Horse, Krasnaya Gorka
  - Các công trình khác: Rào chắn gỗ, đá và cọc
- Trung tâm lịch sử của thị trấn Petrokrepost (Shlisselburg)
- Pháo đài Shlisselburg trên đảo Orekhovy tại thượng nguồn sông Neva trên hồ Ladoga
- Cung điện và công viên (gồm Cung điện Catherine, Alexander và công viên cảnh quan) tại Pushkin và trung tâm lịch sử của nó.
- Cung điện và công viên tại Pavlovsk (cung điện và công viên Pavlovsk) và trung tâm lịch sử của nó.
- Đài quan sát Pulkovo
- Cung điện và công viên liên quan của Ropsha
- Cung điện và công viên liên quan của Gostilitsy
- Cung điện và công viên liên quan của Taytsy
- Cung điện, công viên liên quan và trung tâm lịch sử của Gatchina
- Tu viện ven biển của Saint Sergius và các công trình liên quan
- Cung điện, công viên liên quan và trung tâm lịch sử của Strelna
- Cung điện và công viên liên quan của Mikhailovka
- Cung điện và công viên liên quan của Znamenka
- Cung điện, công viên liên quan và trung tâm lịch sử của Petergof
- Cung điện và công viên liên quan của Sobstvennaya Datcha
- Cung điện và công viên liên quan của Sergeevka
- Cung điện, công viên liên quan và trung tâm lịch sử của thị trấn Lomonosov
- Pavlovo-Koltushi
- Bất động sản của Zinoviev
- Bất động sản của Shuvalov
- Bất động sản của Viazemsky
- Sestroretsky Razliv
- Nhà bảo tàng Repin ở Kuokkala
- Nghĩa trang của làng Komarovo
- Lindulovskaya Rotcsha
- Sông Neva với bờ đê
- Izhorsky Bench
- Dudergofs Heights
- Koltushi Elevation
- Yukkovskaya Elevation
- Các tuyến đường:
  - Đại lộ Moskovskoye
  - Đại lộ Kievskoye
  - Tuyến đường sắt Leningrad-Pavlovsk
  - Cao tốc Pushkin-Gatchina
  - Cao tốc Tallinskoye
  - Cao tốc Peterhofskoye
  - Cao tốc Ropshinskoye
  - Cao tốc Gostilitskoye
  - Cao tốc Primorskoye
  - Cao tốc Vyborgskoye
  - Cao tốc Koltushskoye
  - Kênh đào Ligovsky
- Kênh đào
  - Kênh hàng hải
  - Petrovsky
  - Kronstadsky
  - Zelenogorsky
- Green belt of Glory
  - Đài tưởng niệm Blockade Ring
  - Con đường sống
  - Oranienbaumsky Spring-Board